# Force aérienne de la République polonaise
La force aérienne polonaise (polonais : Siły Powietrzne Rzeczypospolitej Polskiej)  est une des composantes des forces armées polonaises. Jusqu'en juillet 2004, elle était officiellement connue sous le nom de Wojska Lotnicze i Obrony Powietrznej. En 2013, elle emploie environ 16 000 militaires et dispose de 355 aéronefs, répartis sur douze bases en Pologne.

## Historique
L'origine de la force aérienne polonaise remonte aux mois suivant la fin de la Première Guerre mondiale en 1918. Au début de l'année 1919, les représentants de l'armée polonaise en France demande aux autorités françaises de l'aide pour la formation de la nouvelle aviation polonaise qui va être créée. Après la signature d'un accord entre les deux armées, une école de pilotage, sous les ordres du Cdt Mauger de Varenne, est envoyée à Varsovie et déployée sur l'aérodrome de Mokotow. Cette unité de formation était équipée de 50 avions : 5 Morane (pingouin) - 20 Caudron G.3 - 20 Nieuport 23 - 5 Nieuport 18. Au départ, les cadres sont tous français mais tous les postes sont dédoublés entre les Français et les Polonais. Les premières formations commencent le 1er juin 1919. Sont concernés, les pilotes, mécaniciens, techniciens et agents administratifs. En juin 1920, l'école fait mouvement sur le terrain de Bydgoszcz. À la fin de juillet 1920, le contrat d'un an avec les autorités militaires françaises prenant fin, les polonais prennent la direction de l'école. Le Cdt de Chivré reste en Pologne comme conseiller technique. A l'automne 1920, l'école de Cracow déménage sur Bydgoszcz. Le 1er décembre 1920, les deux écoles fusionnent et donnent naissance à une nouvelle unité de pilotage élémentaire à Bydgoszcz. L'école est placée sous le commandement du lieutenant-colonel Kieżun.
En avril 1919, avec la nécessité de déployer des unités aériennes françaises en Pologne, trois escadrilles françaises sont formées. Il s'agit des escadrilles SAL 580, 581 et 582. Lors de la création des régiments d'aviation, le 1er janvier 1920, la SAL 581 devient la 2e escadrille du 6e régiment d'aviation d'observation. Les trois escadrilles sont transférées à l'aviation polonaise naissante le 1er août 1920. La 2e escadrille du 6e régiment d'aviation devient l'école d'aviation polonaise.
À la suite de l'invasion de la Pologne par les nazis en 1939, la majeure partie de la force aérienne polonaise est détruite, mais nombre de ses pilotes sont capables de poursuivre la Seconde Guerre mondiale au sein des flottes aériennes britanniques et soviétiques. Avec la chute de l'Union soviétique en 1991, la Pologne s'est progressivement détournée des avions de conception russe et dispose courant 2012 de trois escadrons d'avions F-16 américains.
Le gouvernement polonais achète aux États-Unis 32 avions F-35A pour 4,6 milliards de dollars en 2020.

## Structure

### Bases aériennes
La base aérienne Krzesiny ou BA 31 à Poznań, la Base aérienne de Lask ou B.A. 32, la base aérienne Gdynia-Kosakowo, la base aérienne de Powidz ou B.A. 33, la Base aérienne de Malbork ou B.A. 22. L'Aéroport de Varsovie-Chopin, 1e BAT pour le transport ; l'Aéroport de Cracovie-Jean-Paul II où se trouve la 8e BAT.

### Aéronefs

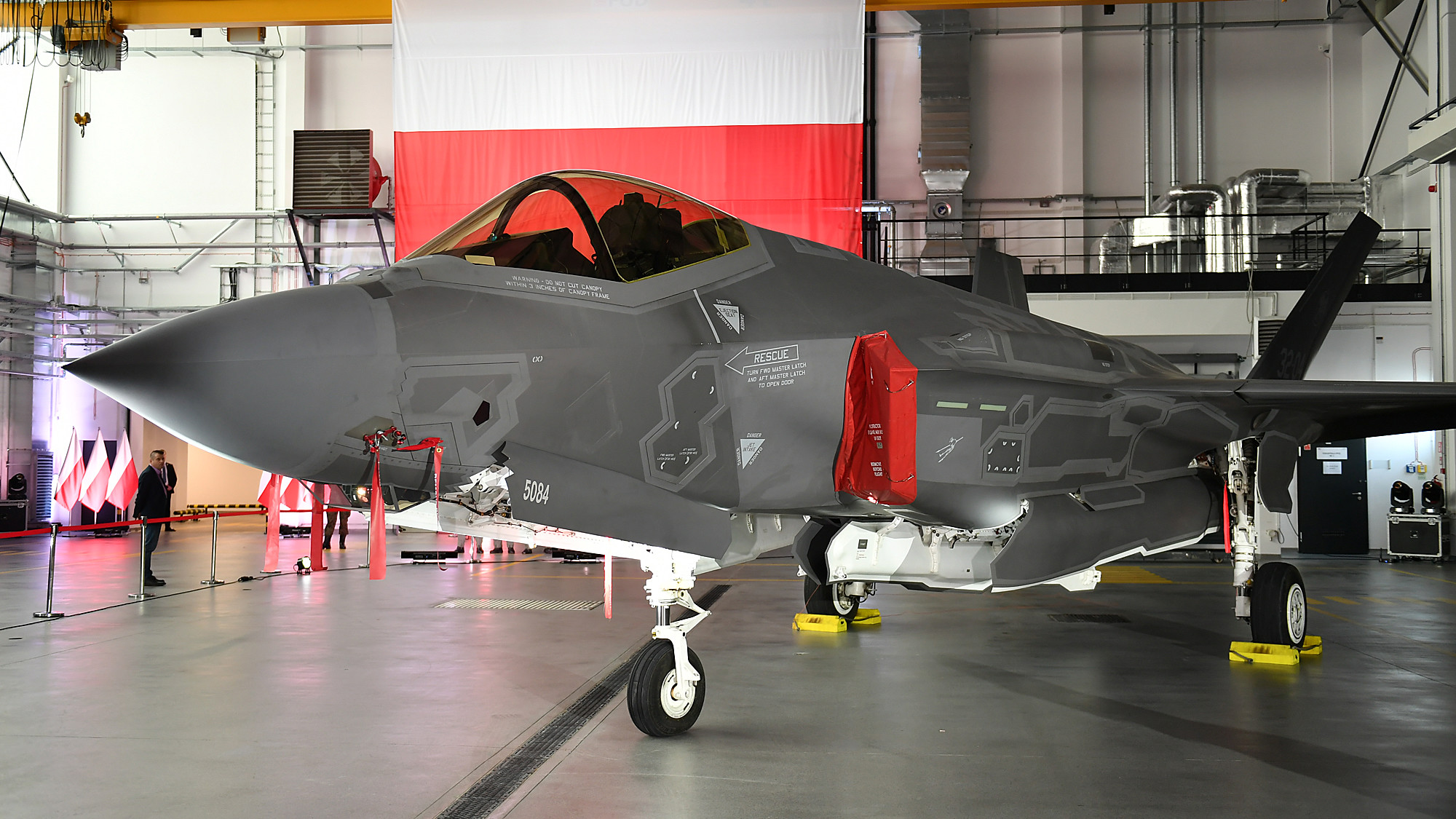
Un F-35A polonais.

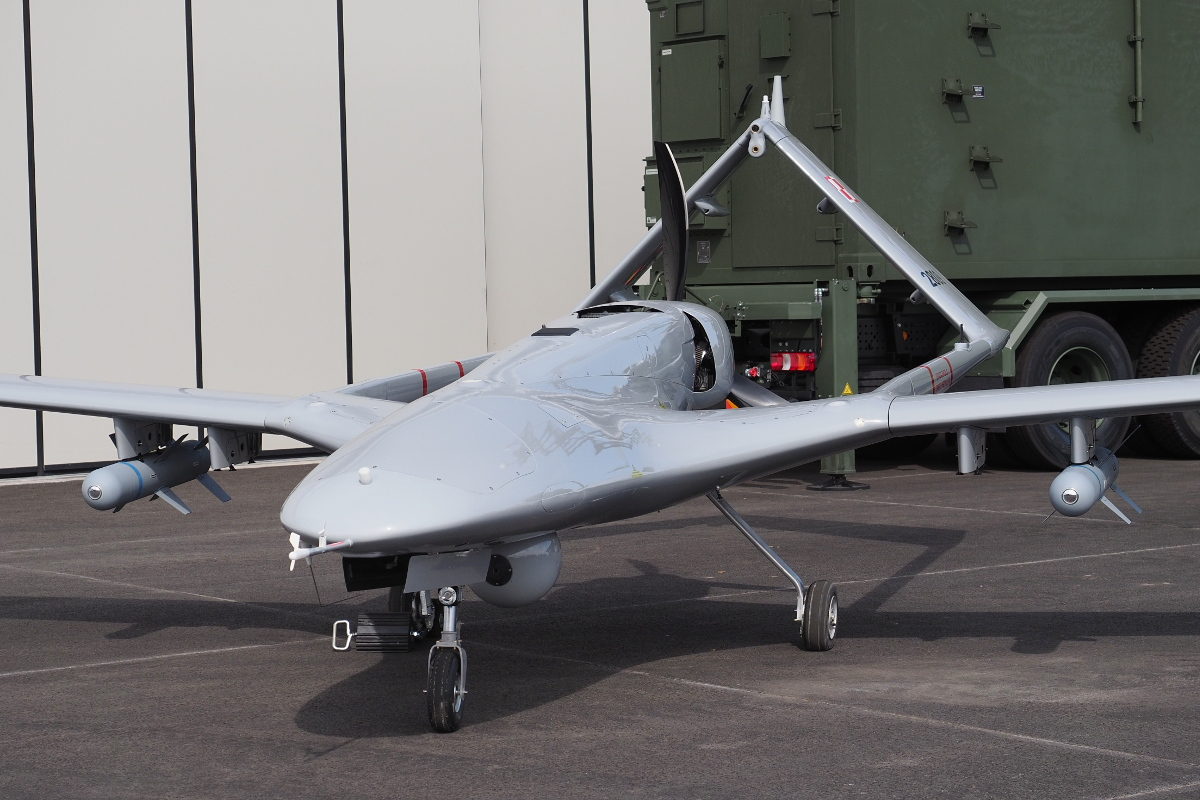
Un drone de combat TB2 polonais en 2023.

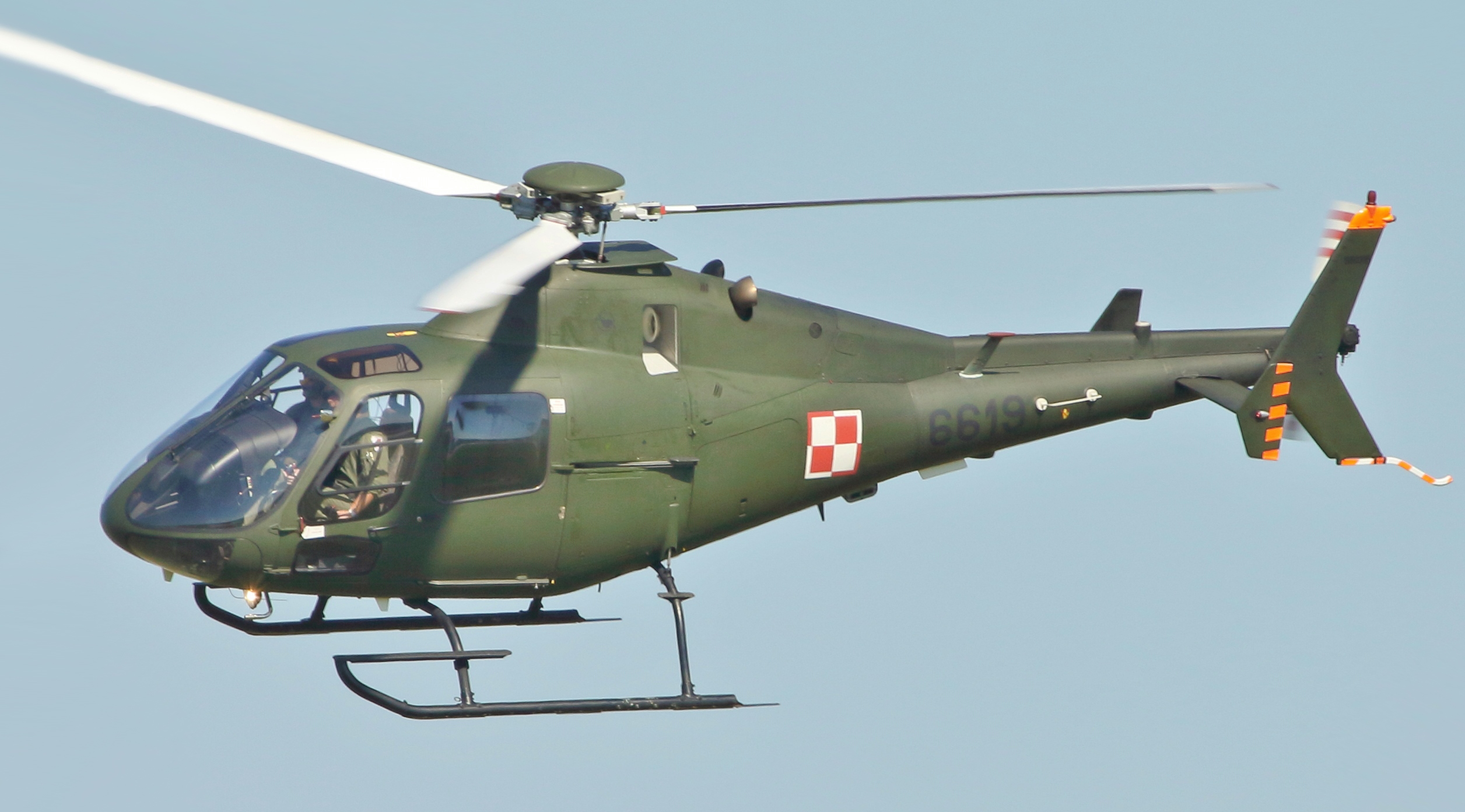
Un PZL SW-4 polonais en vol.

Les appareils en service en sont les suivants ,,, :
| Aéronefs                              | Origine          | Type                                                    | En service en 2022 | En service en 2024 | Versions                        | Notes |                 |
| Avion de chasse                       | Avion de chasse  | Avion de chasse                                         | Avion de chasse    | Avion de chasse    | Avion de chasse                 | Avion de chasse | Avion de chasse |
| ------------------------------------- | ---------------- | ------------------------------------------------------- | ------------------ | ------------------ | ------------------------------- | --- | --------------- |
| F-35 Lightning II                     | États-Unis       | Avion multirôle                                         | 0                  | 0                  | F-35A                           | 32 F-35 commandés et approuvés par les autorités américaines pour remplacer les actuels MiG-29 et Su-22. Les livraisons devait commencer en 2024. |                 |
| General Dynamics F-16 Fighting Falcon | États-Unis       | Avion multirôle                                         | 36 12              | 36 12              | F-16C Block 52+ F-16D Block 52+ | |                 |
| FA-50                                 | Corée du Sud     | Avion multirôle léger                                   | 0                  | 10                 |                                 | 48 FA-50 commandés et dont la livraison devait commencer fin 2023. |                 |
| Mikoyan-Gourevitch MiG-29             | Union soviétique | Avion multirôle                                         | 22 6               | 11 3               | Mig-29A Mig-29UB                | |                 |
| Soukhoï Su-22                         | Union soviétique | Chasseur bombardier                                     | 12 6               | 8 3                | Su-22M4 Su-22UM3K               | |                 |
|                                       |                  |                                                         | 94/174             | 83                 |                                 | |                 |
| Avion de transport                    |                  |                                                         |                    |                    |                                 | |                 |
| PZL M-28 Skytruck                     | Pologne          | avion de transport léger et de liaisons                 | 23                 | 23                 | M-28B                           | |                 |
| CASA C295                             | Espagne          | avion de transport tactique                             | 16                 | 16                 | C-295M                          | |                 |
| Boeing 737                            | États-Unis       | avion de transport de hautes personnalités              | 2 0                | 2 1                | 737-800 BBJ2                    | [ 11 ] |                 |
| Gulfstream G500                       | États-Unis       | avion de transport de hautes personnalités              | 2                  | 2                  | G550                            | |                 |
| Lockheed C-130 Hercules               | États-Unis       | avion de transport moyen                                | 0 5                | 2 5                | C-130H C-130E                   | |                 |
|                                       |                  |                                                         |                    |                    |                                 | |                 |
|                                       |                  |                                                         | 50/54              |                    |                                 | |                 |
| Avion d'entraînement                  |                  |                                                         |                    |                    |                                 | |                 |
| PZL-130 Orlik                         | Pologne          | avion d’entraînement primaire et intermédiaire          | 28                 | 28                 | Turbo Orlik                     | |                 |
| Aermacchi M-346                       | Italie           | avion d’entraînement avancé                             | 12                 | 12                 |                                 | |                 |
|                                       |                  |                                                         | 40/44              |                    |                                 | |                 |
| Hélicoptère                           |                  |                                                         |                    |                    |                                 | |                 |
| PZL SW-4                              | Pologne          | Hélicoptère de liaisons et d’entraînement intermédiaire | 22                 | 22                 | SW-4A                           | |                 |
| PZL W-3 Sokól                         | Pologne          | Hélicoptère de transport                                | 20                 | 20                 | W-3/W-3A                        | |                 |
| Mil Mi-2                              | Union soviétique | Hélicoptère de transport                                | 14                 | 14                 | Mi-2A                           | |                 |
| Mil Mi-8/17                           | Union soviétique | Hélicoptère de transport                                | 9 8                | 9 8                | Mi-8 Hip Mi-17 Hip H            | [ 14 ] |                 |
| Guimbal Cabri G2                      | France           | Hélicoptère d’entraînement primaire                     | 4                  | N/C                | G2T                             | |                 |
|                                       |                  |                                                         | 77                 | 77                 |                                 | |                 |
| Drone                                 |                  |                                                         |                    |                    |                                 | |                 |
| Bayraktar TB2                         | Turquie          | Drone de combat                                         | 0                  | 24                 |                                 | Le 22 mai 2021, le ministre de la Défense nationale polonais Mariusz Błaszczak annonce que son pays va commander 24 drones Bayraktar TB2 qui seront armés de projectiles antichars. Les premières livraisons auront lieu en 2022. La Pologne devient ainsi le premier pays de l'OTAN à acheter des drones turcs. |                 |
| General Atomics MQ-9 Reaper           | États-Unis       | Drone de reconnaissance                                 | 0                  | 4                  | MQ-9A                           | Version non armée. |                 |
|                                       |                  |                                                         | 0                  | 22                 |                                 | |                 |